# Катырин, Сергей Николаевич
Серге́й Никола́евич Каты́рин (род. 2 октября 1954, Москва, СССР) — президент Торгово-промышленной палаты Российской Федерации с 4 марта 2011 года.

## Биография
Родился 2 октября 1954 года в Москве. После окончания восьми классов школы поступил в автодорожный техникум, продолжил обучение в Московском автомобильно-дорожном институте, но по специальности не работал. Изучать экономику начал в Школе международного бизнеса МГИМО. С 1979 занимал общественные должности в ВЛКСМ:
- С 1979 по 1983 год — заместитель секретаря, секретарь комитета ВЛКСМ Московский автомобильно-дорожный государственный технический университет (МАДИ).
- С 1983 по 1986 год — заведующий сектором, заместитель заведующего отделом, заведующий отделом Московского городского комитета ВЛКСМ.
- С 1986 по 1990 год — командир Московского городского студенческого отряда, заведующий отделом Московского городского комитета ВЛКСМ.
- С 1990 по 1991 год — генеральный директор Молодёжного объединения «Московский студенческий отряд»[2].

В 1991 году начал работать в созданной в этом же году Торгово-промышленной палате Российской Федерации в должности начальника Главного управления по координации Торгово промышленной палаты Российской Федерации, принимал активное участие в её создании и становлении, считается одним из создателей ТПП. Был членом правления ТПП. В 1992 году стал вице-президентом торгово-промышленной палаты и занимал этот пост вплоть до 2011 года. Основными направлениями деятельности Катырина в ТПП была координация с отечественными и зарубежными бизнес-объединениями.
Катырин входил в первый, второй и третий состав Общественной палаты Российской Федерации и состав правительственного совета по нанотехнологиям. В 2011 году подписал Обращение представителей общественности против информационного подрыва доверия к судебной системе (так называемое «Письмо пятидесяти пяти»).
4 марта 2011 года на VI съезде ТПП подавляющим большинством голосов (433 из 437 делегатов) Катырин был избран президентом Торгово-промышленной палаты, сменив ушедшего в феврале в отставку Евгения Примакова. В 2014 году был избран председателем правления Делового совета ШОС. С 2013 года является главой российской части Делового совета БРИКС, в ноябре 2015 году Президент РФ Владимир Путин продлил полномочия до 2018 года.
26 февраля 2021 года действующий президент Торгово-промышленной палаты (ТПП) России Сергей Катырин переизбран на этот пост ещё на пять лет. Решение об этом принято в пятницу на VIII съезде ТПП России в ходе голосования. Кандидатура Катырина встретила единогласную поддержку со стороны совета глав торгово-промышленных палат.
На выборах Президента РФ вошел в список доверенных лиц Владимира Путина
В 2024 году вновь стал доверенным лицом кандидата в президенты России Владимира Путина.
Женат, дочь Ирина и сын Илья. Увлекается зимними видами спорта (лыжи, сноуборд, хоккей).

## Награды
Награждён орденами:
- орден «За заслуги перед Отечеством» III степени (2022)[16];
- орден «За заслуги перед Отечеством» IV степени;
- орден Почёта;
- орден Дружбы;
- медаль «За трудовую доблесть»;
- медаль «В память 850-летия Москвы»,
- медаль «В память 1000-летия Казани»;
- большим золотым Почётным знаком «За заслуги перед Австрийской Республикой»[17].

В 2015 году Катырин получил премию «Импульс добра» в номинации «За лидерство в продвижении социального предпринимательства». В частности, было отмечено создание в Торгово-промышленной палате Координационного совета по вопросам развития социального бизнеса и предпринимательства. Денежный приз Катырин пожертвовал в благотворительный фонд «Центр помощи беспризорным детям».
Человек года по версии РБК в номинации «некоммерческие организации».
Почётный председатель кинологического союза Республики Южная Осетия.

## Критика
В начале 2011 года, в период конкурентной борьбы за пост Президента ТПП РФ, деятельность Катырина неоднократно подвергалась критике в региональной прессе. Его, в частности, обвиняли в растратах, выводе активов и манипулировании ценными бумагами ОАО «ЦМТ». Вспомнили судебную тяжбу руководства и подразделения ТПП РФ с уволенным в 2006 году из ТПП РФ и 2009 из ОАО «ЦМТ» В. И. Бородиным, где палата пыталась оспорить критику в судебном порядке и требовать опровержения опубликованных сведений. Суд отказал в иске, при этом в мотивировочной части, часть сведений о работе Бородина В. И. признана судом соответствующей действительности, в остальной части суд указал, что распространенная информация «… являются мнением автора статьи В. И. Бородина и выражают его точку зрения и то, что это аналитическая статья, которая содержит субъективные оценочные мнения и суждения ответчика». В тот же период Катырина публично обвиняли в покровительстве коррупции и в соучастии ей, что закончилось уголовным преследованием соратника Валерия Бородина, руководителя Ленинградской ТПП «ученика Собчака» Рашида Исмагилова возместившего причиненный ущерб в сумме 21 млн руб.
Ответ МВД по заявлениям Бородина В. И. поступил только 2013 году, утверждения последнего не нашли своего подтверждения и были названы голословными.
Катырин никогда в жизни самостоятельно не занимался бизнесом, но, тем не менее, долгие годы работал в структуре ТПП РФ, которая является объединением коммерческих структур. Голословные критики указывают на то, что его фигура не выглядит адекватно понимающей нужды бизнеса, при этом сами оказываются замешанными (участниками) в своих же обвинениях.